# Gūrash
Gūrash (persiska: گورش, Kūrash) är en ort i Iran. Den ligger i provinsen Västazarbaijan, i den nordvästra delen av landet, 700 km nordväst om huvudstaden Teheran. Gūrash ligger 1 714 meter över havet och antalet invånare är 220.
Terrängen runt Gūrash är lite bergig. Runt Gūrash är det ganska tätbefolkat, med 75 invånare per kvadratkilometer. Närmaste större samhälle är Qaranqū, 13,0 km norr om Gūrash. Trakten runt Gūrash består i huvudsak av gräsmarker.